# Franciszek Kapeliński
Franciszek Kapeliński (ur. 3 września 1874 w Brzeźnie, zm. 10 października 1946 w Jeleniej Górze) – polski polityk ruchu ludowego, poseł.

## Życiorys
Pochodził z rodziny chłopskiej. Był synem Józefa i Balbiny z Cieślewiczów. Uczęszczał do szkoły ludowej, później uczył się sam – opanował w ten sposób m.in. język niemiecki i angielski. Prowadził działalność niepodległościową, rozpowszechniając nielegalne wydawnictwa na terenie Królestwa Polskiego. Od 1903 do 1905 prowadził własne gospodarstwo. Później (od 1904) pracował jako kolejarz w Sieradzu. Był wówczas członkiem Narodowego Związku Robotniczego i Stronnictwa Narodowo-Demokratycznego. Zasiadał także we władzach Polskiej Macierzy Szkolnej. W 1910 pracował na kolei w Radomiu.
Po wybuchu I wojny światowej i emigracji do Rosji, znalazł się w Mińsku, Witebsku, a potem w Moskwie. Za granicą przebywał w latach 1915–1918. Nieco później, wróciwszy do Polski, pracował na kolei w Sieradzu i Radomiu (jako starszy referent Wydziału Przewozowo-Taryfowego).
Był członkiem PSL „Wyzwolenie” (organizował struktury ugrupowania w Radomiu i okolicach). W 1922 został członkiem Zarządu Głównego tej partii. W 1922 i 1928 wybrany na posła z okręgu nr 23. W 1928 ujawnił dwie afery gospodarcze, w które zamieszani byli urzędnicy Ministerstwa Komunikacji. Doprowadziło to do powołania przez Sejm specjalnej komisji śledczej. Swoją działalnością w tej sprawie, Kapeliński naraził się kierownictwu partii. Z tego względu nie został wystawiony przez PSL „Wyzwolenie” w kolejnych wyborach, wobec czego demonstracyjnie zrezygnował z członkostwa w ugrupowaniu 28 października 1930.
Był żonaty z Agatą z Czyżewskich, córką właściciela majątku Mikołajki pod Włocławkiem. Miał synów: Tadeusza (1904–1970) oraz Franciszka Józefa (1914–1994).
Został pochowany na cmentarzu parafialnym w Radomiu.